# 奈良県獣医師会

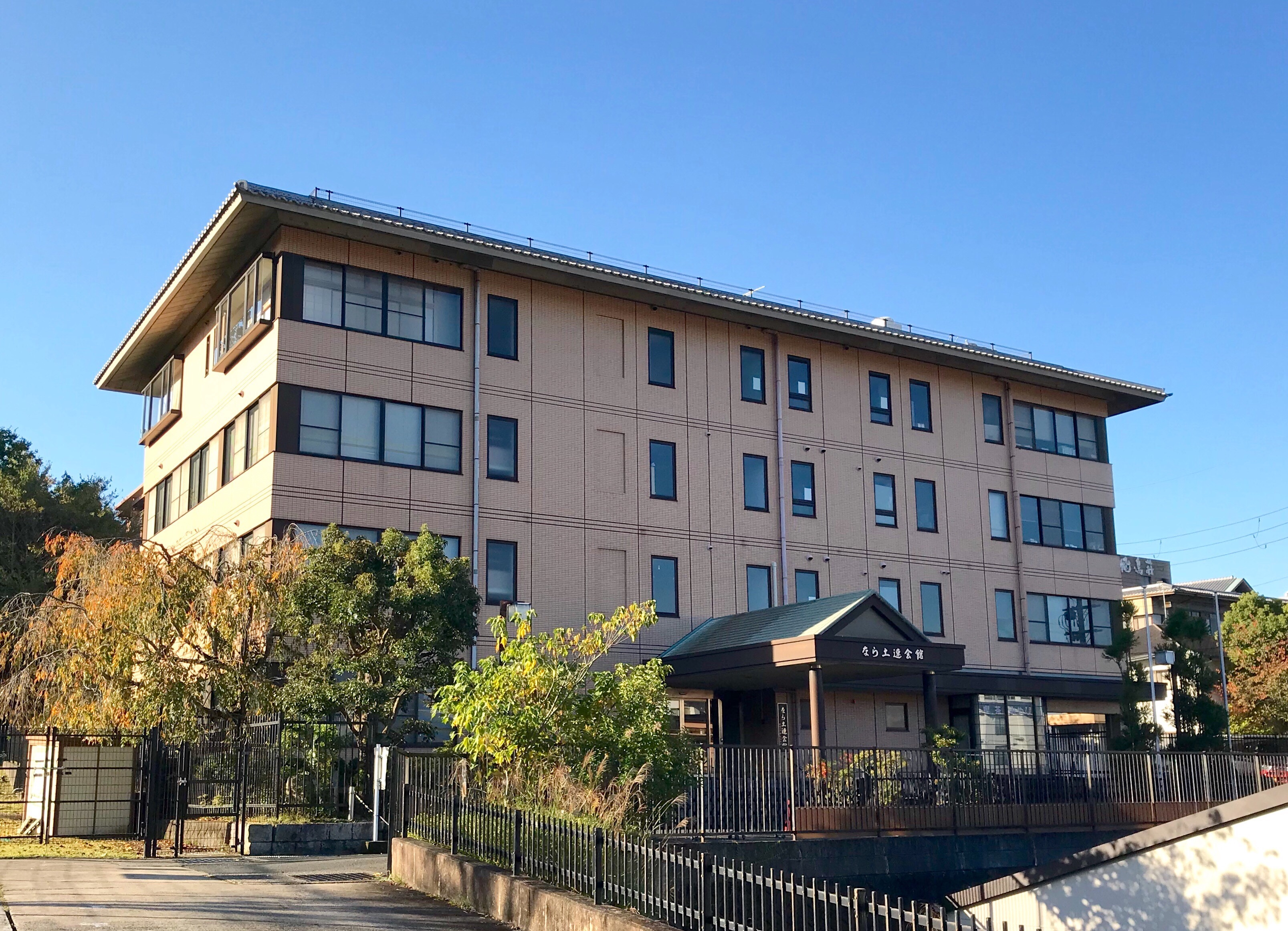
本部所在地のなら土連会館

公益社団法人奈良県獣医師会（こうえきしゃだんほうじんならけんじゅういしかい、英：Nara Veterinary Medical Association）は、奈良県の獣医師を会員とする公益法人。

## 本部所在地
- 〒630-8301 奈良県奈良市高畑町1116-6北緯34度40分50.5秒 東経135度49分59.4秒 / 北緯34.680694度 東経135.833167度座標: 北緯34度40分50.5秒 東経135度49分59.4秒 / 北緯34.680694度 東経135.833167度

## 業務内容
- 獣医師会員の学術技能向上のための研修会・講習会事業等の実施
- 奈良県との動物に関する連携事業
- 疾病している野鳥の保護・救護
- 県内各学校で飼われている動物の飼育指導
- 県内各市町村との動物に関する連携事業
- 狂犬病の予防接種・防止活動